# Torre de Tamarit

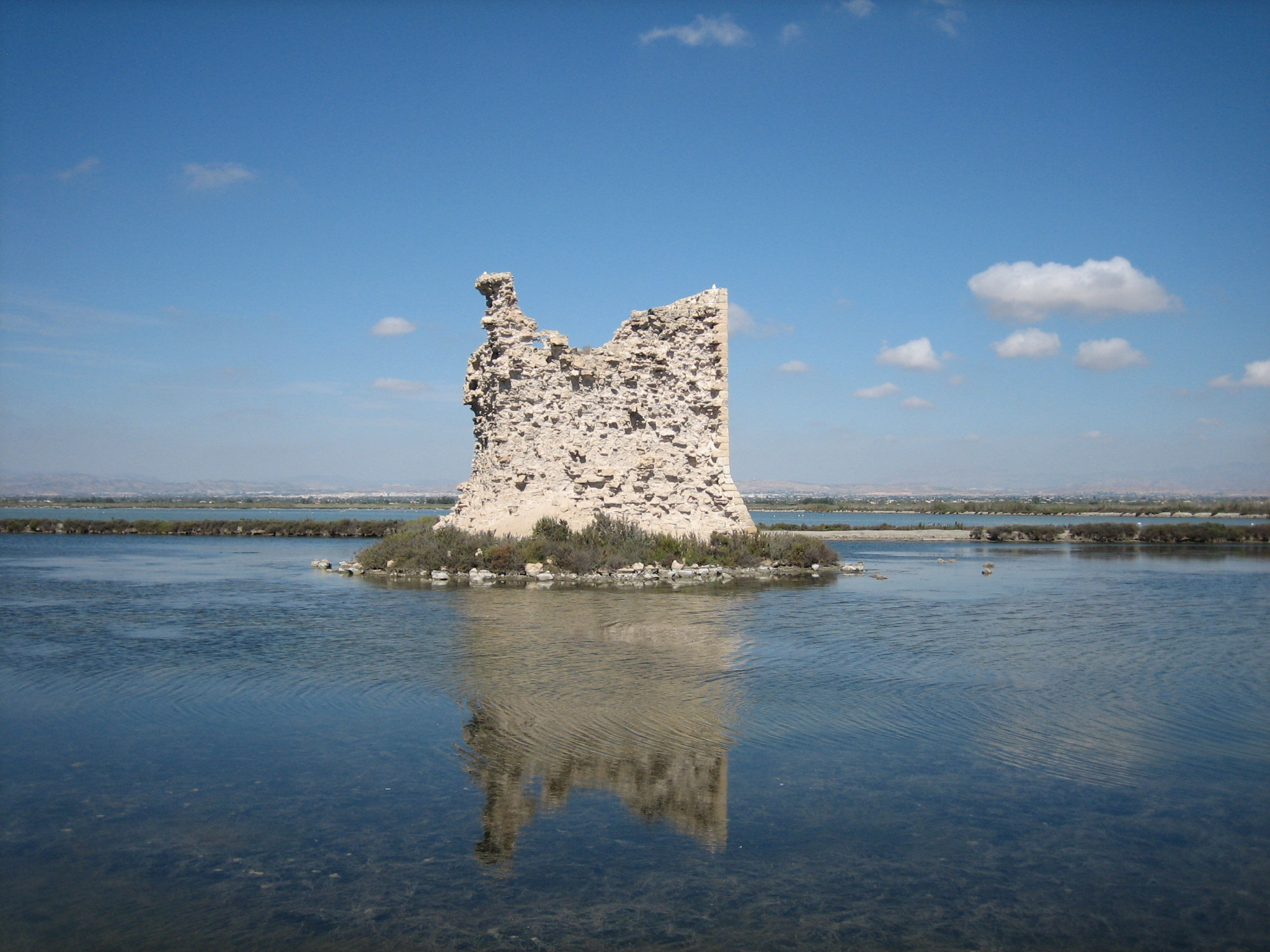
La torre en octubre de 2006

La torre de Tamarit es una torre de vigilancia costera situada en el municipio español de Santa Pola (Alicante), en la Comunidad Valenciana.

## Situación y características
Se encuentra en el municipio de Santa Pola, a la entrada de una gola que da acceso a la albufera del parque natural de las Salinas, por ese motivo también es conocida como la torre de las Salinas. Otro nombre utilizado es la torre de la albufera.
Se trata de una torre de planta cuadrada realizada con materiales de mampostería con unos silares reforzando sus esquinas.
Su estado de conservación ha sido ruinoso desde mediados del siglo XX hasta que se acometió una importante restauración en 2008, reconstruyendo las zonas derruidas y recuperando su aspecto original. 
Se encuentra protegida por el Decreto-ley de 22 de abril de 1949, de un modo genérico y por la ley 16/1985 sobre el Patrimonio histórico español. Cuenta con el estatus de Bien de Interés Cultural.

## Historia
Se construye en 1552 en el marco del sistema de torres de vigilancia costeras implantado por Felipe II para la defensa de la costa levantina. En este caso se trataría de la defensa de Elche, ocupando un lugar intermedio entre el castillo de Santa Pola y la torre defensiva del Pinet. Su función era establecer una buena comunicación entre ambas en caso de ataque turco o berberisco. Dispone de comunicación visual con la torre de Escaletes.